# Relazioni internazionali di Capo Verde
Capo Verde segue una politica di non allineamento. Angola, Brasile, Cina, Cuba, Francia, Germania, Portogallo, Senegal, Russia, Corea del Sud e Stati Uniti sono gli unici Stati che possiedono ambasciate a Praia.
Lo Stato ha aderito alle principali organizzazioni internazionali e partecipa inoltre alla maggior parte delle conferenze internazionali su questioni economiche e politiche.

## Rapporti per paese
| #   | Paese                     | Inizio delle relazioni formali |
| --- | ------------------------- | ------------------------------ |
| 1   | Guinea-Bissau             | 5 luglio 1975                  |
| 2   | Senegal                   | 6 luglio 1975                  |
| 3   | Guinea                    | 8 luglio 1975                  |
| 4   | Vietnam                   | 8 luglio 1975                  |
| 5   | Giappone                  | 11 luglio 1975                 |
| 6   | Ungheria                  | 16 luglio 1975                 |
| 7   | Portogallo                | 18 luglio 1975                 |
| 8   | Stati Uniti               | 19 luglio 1975                 |
| 9   | Liberia                   | 27 luglio 1975                 |
| 10  | Corea del Nord            | 18 agosto 1975                 |
| 11  | Cuba                      | 5 settembre 1975               |
| 12  | Romania                   | 17 settembre 1975              |
| 13  | Russia                    | 19 settembre 1975              |
| 14  | Argentina                 | 26 settembre 1975              |
| 15  | Rep. Ceca                 | 28 ottobre 1975                |
| 16  | Mongolia                  | 19 novembre 1975               |
| 17  | Germania                  | 23 novembre 1975               |
| 18  | Brasile                   | 5 dicembre 1975                |
| 19  | Francia                   | 31 dicembre 1975               |
| 20  | Polonia                   | 12 febbraio 1976               |
| 21  | Messico                   | 19 febbraio 1976               |
| 22  | Mozambico                 | 15 marzo 1976                  |
| 23  | Cina                      | 25 aprile 1976                 |
| —   | Città del Vaticano        | 12 maggio 1976                 |
| 24  | Canada                    | 20 luglio 1976                 |
| 25  | Nigeria                   | 18 agosto 1976                 |
| 26  | Egitto                    | 19 ottobre 1976                |
| 27  | Italia                    | 18 novembre 1976               |
| 28  | Paesi Bassi               | 20 novembre 1976               |
| 29  | Svezia                    | 4 dicembre 1976                |
| 30  | Serbia                    | 1976                           |
| 31  | Mauritania                | 18 gennaio 1977                |
| 32  | Lussemburgo               | 31 marzo 1977                  |
| 33  | Norvegia                  | 9 maggio 1977                  |
| 34  | Regno Unito               | 17 maggio 1977                 |
| 35  | India                     | 6 giugno 1977                  |
| 36  | Belgio                    | 12 luglio 1977                 |
| 37  | Islanda                   | 20 luglio 1977                 |
| 38  | Ghana                     | 4 ottobre 1977                 |
| 39  | Algeria                   | 19 ottobre 1977                |
| 40  | Angola                    | 30 ottobre 1977                |
| 41  | Spagna                    | 21 dicembre 1977               |
| 42  | Sierra Leone              | 8 gennaio 1978                 |
| 43  | Gambia                    | gennaio 1978                   |
| 44  | Austria                   | 29 aprile 1978                 |
| 45  | Turchia                   | 24 giugno 1979                 |
| 46  | Costa d'Avorio            | 3 dicembre 1979                |
| 47  | Tanzania                  | 11 marzo 1980                  |
| 48  | Bulgaria                  | 5 giugno 1980                  |
| 49  | Albania                   | 6 agosto 1980                  |
| 50  | Svizzera                  | 1980                           |
| 51  | Tunisia                   | 1981                           |
| 52  | Zambia                    | 10 luglio 1982                 |
| 53  | Finlandia                 | 22 luglio 1983                 |
| 54  | Cambogia                  | marzo 1984                     |
| 55  | Marocco                   | 1985                           |
| 56  | Zimbabwe                  | marzo 1986                     |
| 57  | Grecia                    | 24 aprile 1986                 |
| 58  | Thailandia                | 2 dicembre 1986                |
| 59  | Seychelles                | 9 marzo 1987                   |
| 60  | Kuwait                    | 30 marzo 1987                  |
| 61  | Colombia                  | 27 luglio 1987                 |
| 62  | Pakistan                  | 30 ottobre 1987                |
| 63  | Corea del Sud             | 3 ottobre 1988                 |
| 64  | Perù                      | 1 novembre 1988                |
| 65  | Bolivia                   | 1 marzo 1989                   |
| 66  | Estonia                   | 1 ottobre 1991                 |
| 67  | Malaysia                  | 19 gennaio 1992                |
| 68  | Ucraina                   | 25 marzo 1992                  |
| 69  | Lituania                  | 28 maggio 1992                 |
| 70  | Bielorussia               | 4 giugno 1992                  |
| 71  | Kazakistan                | 30 luglio 1992                 |
| 72  | Slovenia                  | 17 agosto 1992                 |
| 73  | Lettonia                  | 21 ottobre 1992                |
| 74  | Slovacchia                | 7 aprile 1993                  |
| 75  | Sudafrica                 | 4 aprile 1994                  |
| 76  | Israele                   | luglio 1994                    |
| 77  | Croazia                   | 19 agosto 1994                 |
| 78  | Singapore                 | 6 ottobre 1995                 |
| 79  | Bosnia ed Erzegovina      | 18 ottobre 1995                |
| 80  | Isole Marshall            | 1 dicembre 1995                |
| 81  | Costa Rica                | 23 maggio 1996                 |
| —   | Malta                     | 1996                           |
| 82  | Namibia                   | 21 agosto 1996                 |
| 83  | Giamaica                  | 22 marzo 1999                  |
| 84  | Cile                      | 20 ottobre 1999                |
| 85  | Filippine                 | 21 marzo 2000                  |
| 86  | Cipro                     | 21 marzo 2000                  |
| 87  | Maldive                   | 23 aprile 2003                 |
| 88  | Azerbaigian               | 22 marzo 2004                  |
| 89  | Moldavia                  | 2 settembre 2004               |
| 90  | Macedonia del Nord        | 10 dicembre 2004               |
| 91  | Bahrein                   | 17 marzo 2005                  |
| 92  | Qatar                     | 23 marzo 2005                  |
| 93  | Oman                      | 22 maggio 2006                 |
| 94  | Andorra                   | 30 giugno 2006                 |
| 95  | Emirati Arabi Uniti       | luglio 2006                    |
| 96  | Guatemala                 | 25 luglio 2006                 |
| 97  | Venezuela                 | 20 settembre 2006              |
| 98  | Armenia                   | 26 febbraio 2007               |
| 99  | Saint Vincent e Grenadine | 30 giugno 2007                 |
| 100 | Rep. Dominicana           | 28 settembre 2007              |
| 101 | Australia                 | 22 settembre 2009              |
| 102 | Timor Est                 | 18 novembre 2009               |
| 103 | Georgia                   | 22 gennaio 2010                |
| 104 | Sudan                     | 30 maggio 2010                 |
| 105 | Ecuador                   | 10 agosto 2010                 |
| 106 | Montenegro                | 17 dicembre 2010               |
| 107 | Isole Salomone            | 26 maggio 2011                 |
| 108 | Figi                      | 2 aprile 2012                  |
| 109 | Gabon                     | 7 dicembre 2012                |
| 110 | Uruguay                   | 10 settembre 013               |
| 111 | Malta                     | 27 marzo 2016                  |
| 112 | Iran                      | 31 luglio 2016                 |
| 113 | Ruanda                    | 4 maggio 2017                  |
| 114 | Nepal                     | 3 agosto 2017                  |
| 115 | Monaco                    | 10 agosto 2017                 |
| 116 | Bangladesh                | 6 giugno 2018                  |
| 117 | Tagikistan                | 7 giugno 2018                  |
| 118 | Dominica                  | 15 maggio 2019                 |
| 119 | Danimarca                 | 29 maggio 2019                 |
| 120 | San Marino                | 25 settembre 2019              |
| 121 | Kirghizistan              | 26 settembre 2019              |
| 122 | Arabia Saudita            | 1 ottobre 2019                 |
| 123 | Irlanda                   | 21 marzo 2021                  |
| 124 | Panama                    | 5 aprile 2021                  |
| 125 | Libano                    | 20 maggio 2021                 |
| 126 | Barbados                  | 21 luglio 2022                 |
| 127 | Antigua e Barbuda         | settembre 2022                 |
| 128 | Saint Lucia               | settembre 2022                 |
| 129 | Palau                     | 22 settembre 2022              |
| 130 | Bahamas                   | 8 dicembre 2022                |
| 131 | Suriname                  | 12 dicembre 2022               |
| 132 | Trinidad e Tobago         | 14 marzo 2023                  |
| 133 | Guyana                    | 4 aprile 2023                  |
| 134 | Samoa                     | 9 maggio 2023                  |
| 135 | Belize                    | 15 febbraio 2024               |
| 136 | El Salvador               | 15 febbraio 2024               |
| 137 | Indonesia                 | sconosciuta                    |
| 138 | Camerun                   | sconosciuta                    |
| 139 | Libia                     | sconosciuta                    |